# Université de technologie du Queensland
L’université technologique du Queensland (en anglais, Queensland University of Technology, acronyme, QUT) est une université australienne, basée à Brisbane, au Queensland. L'université possède 47 229 étudiants, dont presque 7 982 sont étudiants internationaux. Presque 13 000 salariés y travaillent et son budget annuel dépasse AU$900 million. 

## Formation et recherche

### Enseignements
- Lidia Morawska (1952-), physicienne polono-australienne.

### Scientométrie

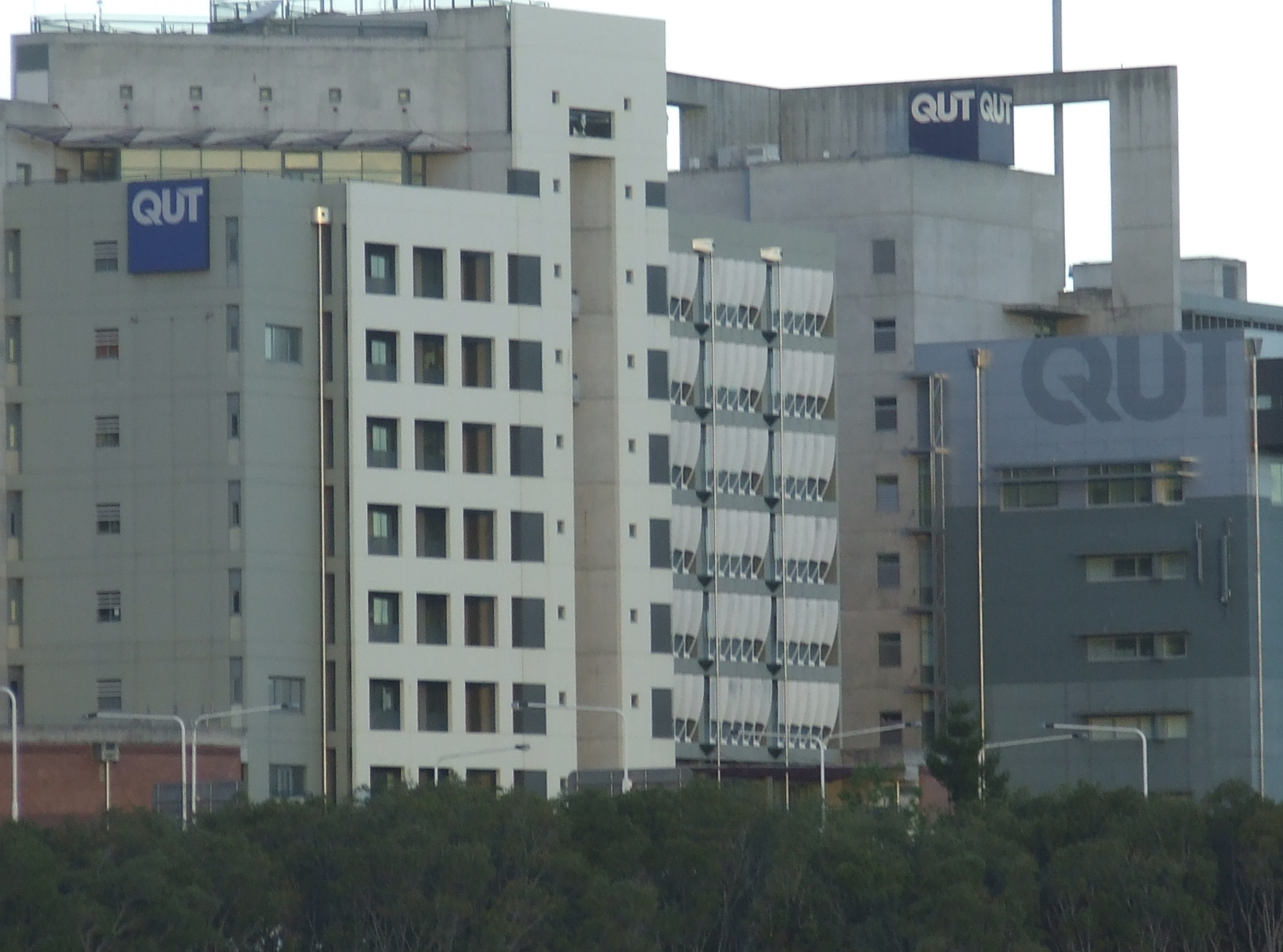
L'université de technologie du Queensland.

QUT est classée dans le top 10 des universités australiennes et dans le top 3 % des universités au monde. QUT a été désignée comme la meilleure université australienne de moins de 50 ans d'existence dans le Times Higher Education Top 100, et classée 26e mondiale dans cette catégorie. L'université a été fondée en 1989, quand l'Institut de Technologie du Queensland (QIT) a fusionné avec Brisbane College of Advanced Education.

## Anciens étudiants
- William Samb (Master de gestion de projets en 2012), devenu ministre des Transports et des Infrastructures de Papouasie-Nouvelle-Guinée[4].